# Marta Kosakowska (album)
Marta Kosakowska – czwarty album studyjny Mariki, zatytułowany prawdziwym imieniem i nazwiskiem wokalistki. Składa się z utworów w stylu nowoczesnego, lirycznego, dojrzałego popu z bardzo osobistymi tekstami. Tym samym stanowi odejście od dominującego dotąd w twórczości Mariki reggae. Został wydany 23 października 2015 przez Warner Music Poland.

## Lista utworów
| Nr  | Tytuł utworu                          | Słowa                              | Muzyka                                               | Produkcja              | Czas | Długość |
| --- | ------------------------------------- | ---------------------------------- | ---------------------------------------------------- | ---------------------- | ---- | ------- |
| 1.  | „A jeśli to ja” (gościnnie: Gooral)   | Marta Kosakowska                   | Mateusz Górny, M. Kosakowska                         | Gooral                 | 3:46 |         |
| 2.  | „1000 lamp”                           | Marta Kosakowska                   | Michał Wasilewski, M. Kosakowska                     | Lance Flare, Kwazar    | 4:40 |         |
| 3.  | „Jak rozmawiać” (gościnnie: Skubas)   | Marta Kosakowska                   | Radosław Skubaja                                     | Kwazar                 | 3:10 |         |
| 4.  | „Idę”                                 | Marta Kosakowska                   | Patryk Kraśniewski, Marta Kosakowska                 | P. Kraśniewski, Kwazar | 4:08 |         |
| 5.  | „Drugi dzień”                         | Marta Kosakowska                   | Marcin Cisło, M. Kosakowska                          | Kwazar                 | 4:50 |         |
| 6.  | „Łodyżka”                             | Marta Kosakowska                   | Krzysztof Nowicki, M. Kosakowska, Krzysztof Spychała | Brainfreezer           | 3:51 |         |
| 7.  | „Niebieski ptak” (gościnnie: Grubson) | Marta Kosakowska, Tomasz Iwanca    | Bartosz Kochanek, M. Kosakowska, Agnieszka Bigaj     | BRK                    | 4:11 |         |
| 8.  | „Pakt”                                | Marta Kosakowska                   | Krzysztof Spychała, M. Kosakowska                    | Brainfreezer, Kwazar   | 3:47 |         |
| 9.  | „Trees” (gościnnie: Buslav)           | Marta Kosakowska, Tomasz Busławski | T. Busławski, M. Kosakowska, Marcin Cisło            | Marika, Buslav, Kwazar | 4:45 |         |
| 10. | „Tabletki” (gościnnie: Xxanaxx)       | Marta Kosakowska                   | Michał Wasilewski, M. Kosakowska, Klaudia Szafrańska | Lance Flare            | 4:14 |         |
| 11. | „A jeśli to ja” (BRK Remix)           | Marta Kosakowska                   | Bartosz Kochanek, Michał Wasilewski, M. Kosakowska   | BRK                    | 3:16 |         |
| 12. | „Tabletki” (BRK Remix)                | Marta Kosakowska                   | Bartosz Kochanek, Michał Wasilewski, M. Kosakowska   | BRK                    | 3:52 |         |